# Корабельная чаща (повесть)
«Корабе́льная ча́ща» — повесть-сказка русского писателя Михаила Пришвина, написанная им в 1952—1953 годах и опубликованная в 1954 году. Повесть стала последним произведением писателя, законченным им незадолго до смерти.
Повесть является продолжением «Кладовой солнца», среди её основных героев — оставшиеся сиротами деревенские дети Настя и Митраша Весёлкины, а также лесник Антипыч. В «Корабельной чаще» рассказывается о путешествии Насти и Митраши весной 1945 года по рекам и лесам Русского Севера в поисках своего отца, который считался погибшим на войне, но оказался живым. Дети и их отец Василий Весёлкин находят в лесах Коми заповедную Корабельную чащу, состоящую из вековых деревьев, и спасают её от вырубки.

## Сюжет
Действие начинается деревне Усолье вблизи города Переславль-Залесский. В первые годы советской власти мальчик Вася Весёлкин находит в бору низенькую неказистую ёлочку, которой мешает расти тень больших деревьев, растущих рядом. Он уговаривает лесника, старика Антипыча, не рубить ёлочку, и берёт её под свою опеку. Со временем, когда были вырублены затеняющие её деревья, «Васина ёлочка» становится большим и прямым деревом. Антипыч рассказывает Васе о том, что далеко на севере, в Коми, есть заповедная Корабельная Чаща, которую не рубят, а берегут как святыню: в этой сосновой чаще все деревья ровные и высокие, а стоят они так часто, что если даже дерево срубить, «оно не падает, а остаётся стоять меж других, как живое».

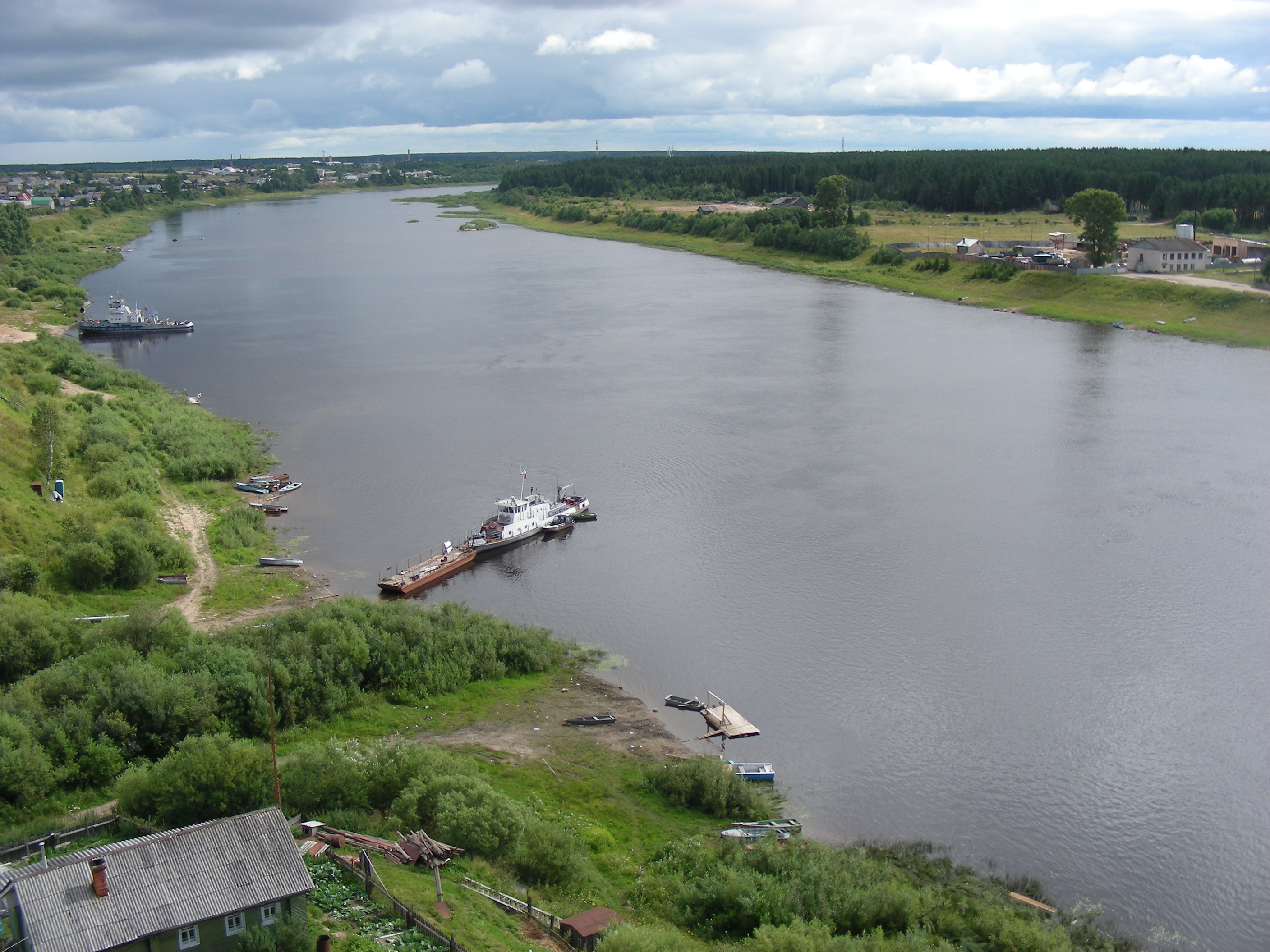
Вид на реку Сухону

Проходит четверть века, Василий Весёлкин сам становится лесником. Он женится, у него рождаются дети Настя и Митраша. Когда начинается Великая Отечественная война, Весёлкин уходит на фронт, откуда приходит сообщение о его гибели. Мать Насти и Митраши вскоре умирает от горя, дети остаются сиротами (к этому периоду их жизни относятся события повести «Кладовая солнца»). Однако через некоторое время они получают письмо от отца: он был ранен и находится на излечении в госпитале в Пинеге. После лечения ему предстоит важное правительственное задание: он должен найти древесину для авиационной фанеры. В госпитале Василий Весёлкин встречает пинежского охотника Мануйлу, который подтверждает когда-то слышанный Васей от Антипыча рассказ о Корабельной чаще, которая находится там, где текут две реки-сестры Кода и Лода. Весёлкин решает найти эту чащу, чтобы использовать древесину вековых сосен для советской авиации. По его совету Мануйло едет в Москву спросить совета у Михаила Калинина о том, как лучше обустроить их колхоз.
Настя и Митраша не могут сидеть сложа руки и отправляются на поиски отца. Ранней весной 1945 года они на поезде добираются до Вологды, где милиционер знакомит их с бурлаками, которые собираются сплавлять лес по реке. Их сопровождает Мануйло, который, однако, не догадывается, что это дети того самого человека, с которым он подружился в госпитале. Дети, Мануйло и охотники останавливаются в богатой дичью присухонской низине у впадения рек Вологды и Лежи в Сухону. Там взрослые охотятся на уток и глухарей, и в этот момент вода поднимается и затапливает всё вокруг, кроме вершины холма, где Мануйло поставил свою палатку. Мануйло вынужден отправиться по делам на Верхнюю Тойму, а Настя с Митрашей, проведя некоторое время на островке посреди воды, плывут к нему на плоту.

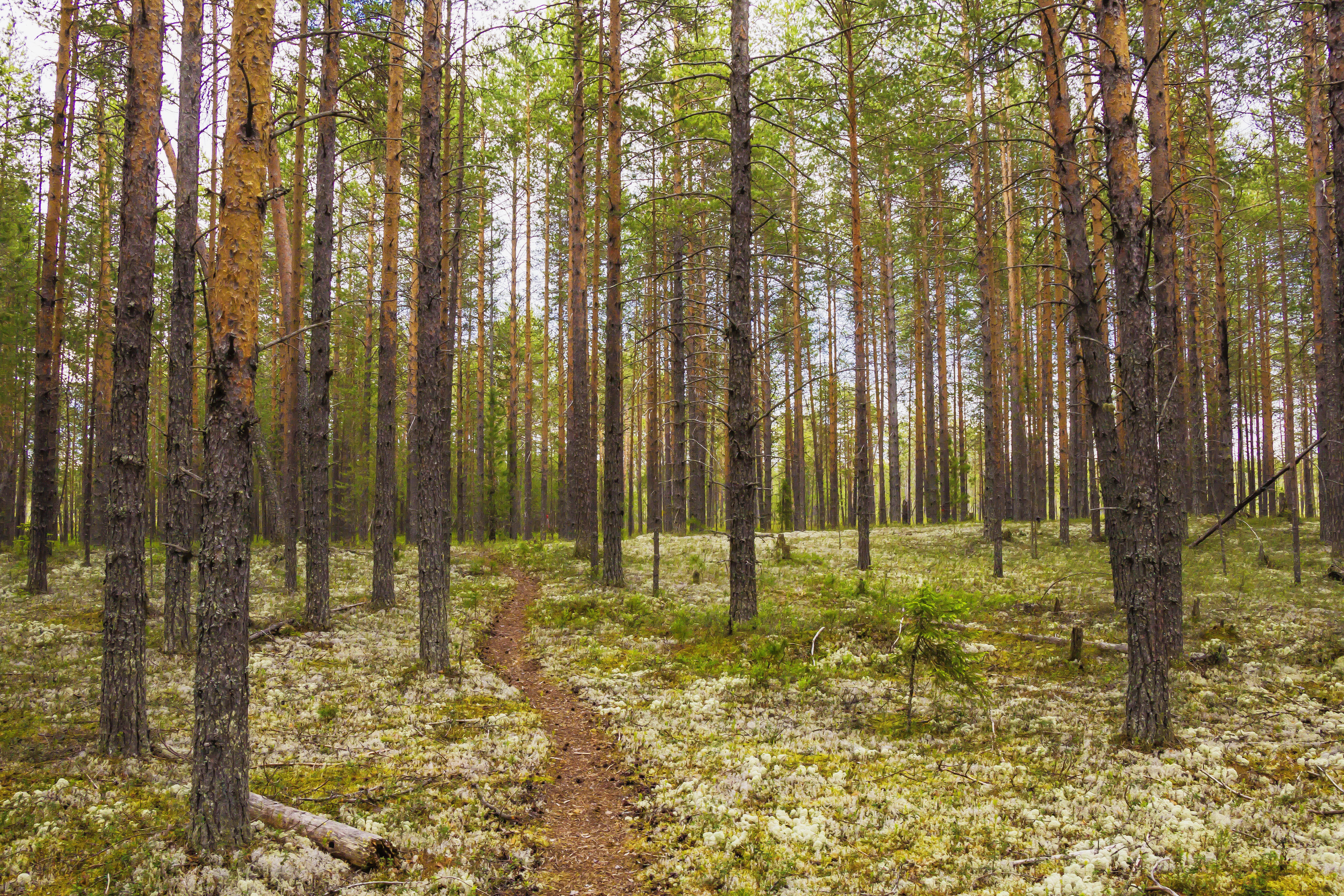
Сосновый лес в Коми

В устье Верхней Тоймы Мануйло следил за запонью, возле которой скопилось огромное количество сплавного леса. Запонь должна была вот-вот прорваться, но начальство не разрешало открыть её, поскольку ждали парохода с провизией для охотников. Ночью запонь прорвалась как раз когда Настя с Митрашей на плоту проплывали реке. Их с брёвнами вынесло в Северную Двину, где их подобрал пароход. Дети продолжили свой путь и наконец оказались в сузёме, где уже неподалёку от Корабельной чащи заблудились. Тем временем Мануйло вернулся на свой путик и по дороге видел детские следы. Он вспомнил о своём разговоре с Михаилом Калининым в Москве, который убеждал его сохранить чащу, поскольку война вот-вот кончится. Мануйло наконец догадывается, что дети, которых он видел на реке и которые теперь пришли в сузём, — это дети Весёлкина.
Весёлкин, уже давно добравшийся до Корабельной чащи, собирается приступать к её вырубке. Старый охотник Онисим, узнав об этом, хочет идти к Калинину за советом, но узнаёт, что война закончилась, и возвращается. Он встречает Мануйлу, который видит, что в чаще начинается подсочка деревьев, предшествующая вырубке. Онисим напоминает Мануйле древнюю мудрость, которую хранит чаща: «Не гонитесь, деточки, за счастьем в одиночку, гонитесь дружно за правдой». Мануйло, Онисим и найденные Мануйлой дети приходят к Весёлкину, рассказывая ему о конце войны и совете Калинина. Весёлкин отменяет вырубку. «Так и была спасена Корабельная Чаща, хорошими простыми людьми она была спасена».

## Создание
Работу над повестью «Корабельная чаща» Пришвин начал 29 марта 1952 года и завершил в декабре 1953 года, за месяц до смерти. Повесть изначально задумывалась как сюжетно связанная с «Кладовой солнца»: так, 3 марта 1952 года Пришвин записал в дневнике: «Просачивается охота взяться и сразу единым духом написать вторую книгу „Кладовой солнца“ (лесная повесть) с целью собрать в единство всё насмотренное и записанное в лесу».
В повести нашли отражения впечатления писателя от поездки по Русскому Северу в 1935 году. Тогда Пришвин с младшим сыном Петром путешествовали через Вологду, Великий Устюг, Котлас и далее по Северной Двине и Вычегде до Верхней Тоймы и границ Коми АССР, а затем по Пинеге до Архангельска. Во время поездки писателя огорчило известие о том, что реликтовый сосновый бор в Коми был вырублен для нужд авиации.
Также в повесть вошли материалы Пришвина, которые он ранее хотел использовать для написания романа «о новых отношениях в крестьянской семье, о победе в этих отношениях нового над старым». В романе, начатом в 1950 году, речь должна была идти о леснике Василии Кузнецове, ушедшем от жены и детей-близнецов Зины и Васи, которые находят отца на лесозаготовках на севере и возвращаются с ним домой. Роман не был закончен, и в повести Пришвин «переносит… акцент с бытовой драмы в крестьянской семье на изображение природы».
В повести Пришвин дополняет образ отца-«правдорубца» (Василия Весёлкина) образом «жизнелюбца», которым является охотник Мануйло (первоначально писатель хотел сделать его отцом Василия). Если первый видит свой долг в том, чтобы найти Корабельную чащу, превратить деревья в фанеру для самолётов и приблизить тем самым победу над врагом, то поэтическое представление чащи у Мануйло приобретает символический смысл — это образ силы и единства, поэтическое олицетворение Родины.
Журнальный вариант повести был опубликован в № 5 и 6 журнала «Новый мир» в 1954 году, отрывки в том же году печатались в периодике. 

## Отзывы
В редакционном предисловии «Нового мира» при первом издании повести, в частности, говорилось о том, что «„Корабельная чаща“ – последнее произведение недавно скончавшегося замечательного мастера русской прозы Михаила Михайловича Пришвина... „Корабельная чаща“ пронизана тем же светлым, поэтическим мироощущением, которым пленяют нас все его творения».
Комментаторы собрания сочинений Пришвина называют «Корабельную чащу» «мудрым, одим из самых поэтичных произведений Пришвина, его «лебединой песней»». В повести «много глубоких, философских размышлений Пришвина о человеческой жизни со всеми её противоречиями, об органической связи человека с окружающим его миром природы, о соотношении прошлого и настоящего». Жанр повести-сказки они поясняют так: «Для Пришвина сказка — это не противопоставление вымысла действительности, а такая поэтизация реальной действительности, которая прокладывает путь в «небывалое», где мечта сливается с реальностью».
По замечанию К. А. Федина, «Корабельная чаща» «вобрала в себя все качества, какими обладал Пришвин издавна, всё искусство, которое выработал, приобрёл он на своем пути, и повесть стала в своем роде кристаллизованной пришвинской прозой ещё небывалой насыщенности».

## Экранизация
В 1978 году по мотивам произведений «Кладовая солнца» и «Корабельная чаща» был снят художественный фильм «Ветер странствий» (режиссёр — Юрий Егоров).